# New York University Tandon School of Engineering
Das Polytechnic Institute of New York University (auch bekannt als Brooklyn Poly) ist eine Privatuniversität in New York City. Von 1889 bis 1973 trug die Hochschule den Namen Polytechnic Institute of Brooklyn. Sie wurde 1854 gegründet und ist damit die zweitälteste private Ingenieurschule der USA. Seit 2008 ist sie der New York University zugeordnet.
Es sind circa 3000 Studenten dort immatrikuliert. Der Hauptteil des Campus befindet sich in dem Stadtteil Brooklyn Heights. Das Studenten-zu-Professoren-Verhältnis beträgt 13 zu 1, die durchschnittliche Anzahl an Studenten pro Klasse beträgt 22.

## Fakultäten
- Chemical and Biological Engineering
- Chemical and Biological Sciences
- Civil Engineering
- Computer and Information Sciences
- Electrical and Computer Engineering
- Finance and Risk Engineering
- Humanities and Social Sciences
- Management
- Mathematics
- Mechanical, Aerospace and Manufacturing Engineering
- Physics

Hauptschwerpunkte in Lehre und Forschung an dieser Universität sind Elektrotechnik, Informatik und Chemie.

## Persönlichkeiten

### Dozenten
- Paul Peter Ewald, Physiker
- David Chudnovsky, Mathematiker
- Ronald Martin Foster, Ingenieur
- Gordon Gould, Physiker
- Katherine Isbister, Spieledesignerin
- Maurice Karnaugh, Physiker und Informatiker
- Frederick B. Llewellyn, Elektrotechniker
- Elliott Montroll, Mathematiker
- Rudolph Arthur Marcus, Chemiker, Nobelpreis für Chemie 1992
- Hermann F. Mark, Chemiker
- Murray Rothbard, Ökonom
- Nassim Nicholas Taleb, Finanzmathematiker
- Hans Jacob Reissner, Ingenieur, Mathematiker und Physiker

### Absolventen
- James Truslow Adams, Historiker und Schriftsteller
- Jacob Bekenstein, Physiker
- Charles Joseph Camarda, Astronaut
- Bern Dibner, Elektrotechniker
- Fritz Augustus Heinze, Unternehmer
- O. Winston Link, Fotograf
- Paolo Nespoli, Astronaut
- Joseph Owades, Biochemiker
- Judea Pearl, Informatiker
- Martin L. Perl, Physiker, Nobelpreis für Physik 1995
- Robert Anton Wilson, Bestsellerautor und Philosoph